# Meløy
Meløy é um condado da Noruega, com 871 km² de área e 6 772 habitantes (censo de 2004).       
Também faz parte de seu território a ilha de Bolga, com uma população que era de 141 habitantes em 2005.